# 真龍寺 (練馬区)
真龍寺（しんりゅうじ）は、東京都練馬区にある浄土真宗本願寺派の寺院。同宗派の敬覚寺・宝林寺とともに「三軒寺」を称している。

## 概要
文明年間（1469年～1487年）、願浄によって開山された。願浄は織田氏の一族と言われている。元々は武蔵国金杉（現・東京都台東区下谷）に位置していたが、1657年（明暦3年）の明暦の大火で焼失し、同宗派の築地本願寺の寺中に入った。その後昭和初期までは、築地本願寺とともに歴史を歩んだ。
1923年（大正12年）の関東大震災で焼失し、1928年（昭和3年）に築地本願寺から分かれて、「三軒寺」の他の2寺院とともに現在地に移転した。

## 墓所
- 三縄桂林（儒学者、漢詩人）

墓地には、ひびが入ったり、角が崩れている墓石があるなど、かつて被災した関東大震災の痕跡を残している。

## 交通アクセス
- 西武池袋線石神井公園駅より徒歩20分。
- 石神井公園駅・吉祥寺駅・成増駅などよりバス （西武バス・国際興業バス）「三軒寺」下車